# Майра (река)
Майра (итал. Maira) — река в Италии, правый приток По, протекает через провинцию Кунео в восточном Пьемонте. Берёт начало в Котских Альпах недалеко от Коль де Мари на французской границе. Её название на окситанском и пьемонтском языках означает «слабый» или «скудный». Длина реки — 111,1 км, площадь бассейна — 1 213,6 км².
На протяжении верхнего течения река стремительно спускается через живописную долину Майра, проходя через центры коммун Аччельо, Праццо, Строппо, Макра, Сан-Дамьяно-Макра, Картиньяно и Дронеро; в коммуне Буска река покидает долину и далее течет через равнины, проходя через коммуны Виллафаллетто и Воттиньяско. Река протекает чуть левее Савильяно, в то время, как Грана-Меллеа, её главный приток, проходит справа от города: реки идут параллельно и соединяются в Каваллермаджоре.
Следующий на пути реки город — это Раккониджи, где река протекает вдоль края парка замка Раккониджи — знаменитой летней резиденции Савойского дома . В конце река на коротком промежутке попадает на территорию провинции Турин, перед тем как соединиться с По с правой стороны в муниципальных границах коммуны Ломбриаско.
Гидрологический режим Майры характерен для альпийских потоков: полноводная весной, и имеет тенденцию к высыханию в летние месяцы. Среднее значение расхода воды в обычный год равняется 13,5 м³/с.
Во времена Древнего Рима река носила название Макра.

## В массовой культуре
Швейцарский художник Джованни Джакометти написал несколько картин с изображением реки Майра, в том числе картины «Майра», «Мост над Майрой в Стампе» и другие.